# Саффолк
Саффолк або Суффолк (англ. Suffolk, МФА: /ˈsʌfək/) — графство в Східній Англії. Межує з Норфолком на півночі, Північним морем на сході, Ессексом на півдні та Кембриджширом на заході. Іпсвіч - найбільший населений пункт і місто графства.
Населення: 709 300 (Оцінка 2007  року). Густота населення: 187 на км². Площа: 3800 км². Після Іпсвіча (144 957) на півдні найбільшими містами є Лоустофт (73 800) на північному сході та Бері-Сент-Едмундс (40 664) на заході. Саффолк складається з п'яти округів місцевого самоврядування, які є частиною дворівневого неметрополісного округу, який також називається Саффолк.
Узбережжя Саффолка є складним середовищем існування, утвореним лондонською глиною та скелями, підкладеними крейдою, і тому сприйнятливе до ерозії. Він містить кілька глибоких естуаріїв, включаючи гирла річок Бліт, Дебен, Оруелл, Стур і Альде/Ор; останній має довжину 25,5 км (15,8 миль) і відділений від Північного моря великою косою Орфорд-Несс. Великі частини узбережжя підкріплені вересовими та водно-болотними угіддями, такими як Санлінгс. На північному сході округу розташована частина Бродс, мережа річок і озер. Всередині країни ландшафт рівнинний і м’яко хвилястий, і містить частину Тетфордського лісу на кордоні з Норфолком і Дедхем-Вейл на кордоні з Ессексом.
Він також відомий своїм екстенсивним землеробством і має переважно орні землі. Ньюмаркет відомий кінними перегонами, а Феліксстоу є одним із найбільших контейнерних портів у Європі.

## Персоналії
- Гораціо Болтон — шаховий композитор
- Томас Гейнсборо — художник на зламі епох бароко, рококо, класицизму
- Джозеф Долтон Гукер — ботанік та мандрівник
- Натаніел Бекон — керівник одного з перших великих повстань в Північній Америці